# Judson Scott
Judson Earney Scott (* 15. Juli 1952 in Azusa, Kalifornien) ist ein US-amerikanischer Schauspieler.

## Leben
Scott begann seine Karriere 1978 mit einer Statistenrolle in Der Mann aus San Fernando. 1982 erhielt er die Hauptrolle in der CBS-Science-Fiction-Serie The Phoenix; an seiner Seite spielten Richard Lynch und E. G. Marshall. Neben dem 90-minütigen Pilotfilm wurden jedoch nur vier weitere Episoden produziert, bevor die Serie mangels Erfolg abgesetzt wurde. Im selben Jahr stellte Scott seine bekannteste Spielfilmrolle dar, Joachim in Star Trek II: Der Zorn des Khan. Obwohl er als rechte Hand des titelgebenden Khan eine signifikante Rolle besetzte, wurde er im Abspann jedoch nicht genannt. Im gleichen Jahr erhielt er eine größere Nebenrolle in der Mike Hammer-Verfilmung Ich, der Richter.
Nach einigen Episodenrollen stellte er 1985 in acht Folgen der Miniserie V – Die außerirdischen Besucher kommen den Lt. James dar. Im darauf folgenden Jahr hatte er die wiederkehrende Rolle des Sacha Malenkov in Die Colbys – Das Imperium inne. Zwei weitere Male trat er im Star-Trek-Frenchise auf; 1988 in der ersten Staffel von  Raumschiff Enterprise – Das nächste Jahrhundert, sowie 1998 in Staffel 4 von Star Trek: Raumschiff Voyager. 1999 erhielt er seine letzte nennenswerte Filmrolle in der Direct-to-Video-Produktion Fugitive Mind – Der Weg ins Jenseits von B-Movie-Regisseur Fred Olen Ray. Zuletzt war er in wiederkehrenden Rollen in den Serien Akte X – Die unheimlichen Fälle des FBI und Charmed – Zauberhafte Hexen zu sehen.
Scott war zwischen 1986 und 1995 mit der Schauspielerin Fabiana Udenio verheiratet.

## Filmografie (Auswahl)

### Film
- 1978: Der Mann aus San Fernando (Every Which Way But Loose)
- 1982: Star Trek II: Der Zorn des Khan (Star Trek II: The Wrath of Khan)
- 1982: Ich, der Richter (I, the Jury)
- 1991: Der große Blonde mit dem schwarzen Fuß (True Identity)
- 1998: Blade
- 1999: Fugitive Mind – Der Weg ins Jenseits (Fugitive Mind)

### Fernsehen
- 1984: T.J. Hooker
- 1985: Das A-Team (The A-Team)
- 1985: V – Die außerirdischen Besucher kommen (V)
- 1986: Die Colbys – Das Imperium (Dynasty II – The Colbys)
- 1988: Raumschiff Enterprise – Das nächste Jahrhundert (Star Trek: The Next Generation)
- 1991: Jake und McCabe – Durch dick und dünn (Jake and the Fatman)
- 1992: Raven
- 1993: Die Abenteuer des Brisco County jr. (The Adventures of Brisco County, Jr.)
- 1994: Babylon 5
- 1994: Renegade – Gnadenlose Jagd (Renegade)
- 1998: Star Trek: Raumschiff Voyager (Star Trek: Voyager)
- 2000: Walker, Texas Ranger
- 2001: Akte X – Die unheimlichen Fälle des FBI (The X-Files)
- 2002: Charmed – Zauberhafte Hexen (Charmed)